# Renato Hinnig
Renato Luiz Hinnig (Venâncio Aires, 12 de outubro de 1954) é um político brasileiro filiado ao Partido do Movimento Democrático Brasileiro (PMDB) e auditor fiscal da Fazenda estadual.

## Biografia
Formado em administração de empresas na ESAG, Renato Hinnig é casado com Marta Ribeiro e tem filhos.
Em 2006, foi eleito deputado estadual em Santa Catarina, para o período de 2007 até 2011, ficando na décima oitava posição com 42 147 votos, representando 1,28% do total de votos. Em 2010 foi reeleito deputado estadual com 35 732 votos, representando 1,01% do total. Em março de 2011, o suplente Edison Andrino assumiu a vaga após Renato ter ido a fazer parte do governo de Raimundo Colombo como secretário.
Em duas ocasiões, participou como secretário-adjunto e diretor de administração tributária na Fazenda Estadual.
De 2009 a 2011, Renato Hinnig foi secretário-geral da Executiva Estadual do PMDB. Em seu trabalho como deputado, foi relator da Lei de Diretrizes Orçamentárias (LDO) de 2007 a 2009. Coordenou os fóruns do Cooperativismo, do Pró Rio Uruguai - Aquífero Guarani e Gerenciamento Costeiro. Foi vice-presidente da Comissão de Economia, Ciência, Tecnologia e Minas e Energia e membro nas comissões de Finanças e Tributação, de Relacionamento Institucional, Comunicação, Relações Internacionais e do Mercosul e da Comissão de Turismo e Meio Ambiente. Defendeu a redução dos impostos de medicamentos, a ampliação de cursos profissionalizantes e o aumento do efetivo policial, além de inclusão digital.
Em 22 de fevereiro de 2011, Renato foi nomeado pelo governador de Santa Catarina recém-eleito Raimundo Colombo, para se tornar Secretário Regional de Desenvolvimento de Grande Florianópolis. Assim, tomou posse em 1º de março, sucedendo à Adeliana Del Pont. No cargo, fica responsável por planejar medidas de desenvolvimento nas treze cidades de qual faz parte a Secretaria: Águas Mornas, Angelina, Anitápolis, Antônio Carlos, Biguaçu, Florianópolis, Governador Celso Ramos, Palhoça, Rancho Queimado, Santo Amaro da Imperatriz, São Bonifácio, São Pedro de Alcântara e São José. A secretaria é a que tem maior orçamento estadual, aproximadamente 46 milhões de reais. Na secretaria tomou como prioridade uma análise e atualização do Plano de Desenvolvimento de 2005. Destacou esforços para a melhoria do transporte e uma atenção especial para a educação.